# Nectogale elegans
Nectogale elegans är ett däggdjur i familjen näbbmöss och den enda arten i sitt släkte.

## Beskrivning
Den mjuka och vattenavvisande pälsen har på ovansidan en mörkgrå färg med glest fördelade vita hår, undersidan är ljusgrå. Liksom vattennäbbmöss har arten borstliknande hår på fötterna och dessutom finns små simhudar mellan tårna. Skivformiga trampdynor på fotsulan är troligen nyttiga när individen går över våta stenar eller hjälper individen att hålla byten. Kroppen är strömlinjeformig och de små öronen är helt gömda i pälsen. Dessa näbbmöss når en kroppslängd mellan 9 och 13 cm och därtill kommer en 9 till 11 cm lång svans. Vuxna djur når en vikt mellan 25 och 45 gram.
Artens utbredningsområde sträcker sig över Tibet samt angränsande kinesiska provinser (Shaanxi, Sichuan, Yunnan och andra) samt över Nepal, den indiska delstaten Sikkim, Bhutan och norra Myanmar. Individerna vistas nära floder och andra vattendrag i bergstrakter mellan 900 och 2 300 meter över havet.
Det är nästan ingenting känt om levnadssättet. Nectogale elegans har utmärkt simförmåga och vilar i bon vid flodens strandlinje. Som föda antas små fiskar och andra vattenlevande smådjur.
Inga hot för arten är kända och därför listas den av Internationella naturvårdsunionen som livskraftig (Least Concern).